# Mahmoud Salah
Mahmoud Salah (em árabe: محمود صلاح; nascido em 10 de outubro de 1994) é um futebolista profissional egípcio que atua como meia-atacante.

## Carreira
Em julho de 2017, Salah renovou seu contrato com o Al-Assiouty por três anos após sua ascensão para a Primeira Liga do Egito (2017—18).